# Diplusodon rotundifolius
Diplusodon rotundifolius är en fackelblomsväxtart som beskrevs av Dc.. Diplusodon rotundifolius ingår i släktet Diplusodon och familjen fackelblomsväxter. Inga underarter finns listade i Catalogue of Life.